# Quadrille nach Motiven aus der Oper „Die Königin von Leon“
Die Quadrille nach Motiven aus der Oper „Die Königin von Leon“ ist eine Quadrille von Johann Strauss (Sohn) (op. 40). Sie wurde am 18. Juli 1847 in Dommayers Casino in Wien erstmals aufgeführt.